# Renato Brito Cunha
Renato Miguel Gaia Brito Cunha (Salvador, ... – San Paolo, 5 maggio 2020) è stato un allenatore di pallacanestro e dirigente sportivo brasiliano.

## Carriera
Alla guida del Brasile ha vinto il bronzo ai Giochi olimpici di Tokyo 1964. Vanta inoltre il successo al Campionato sudamericano maschile di pallacanestro 1968, al Campionato sudamericano maschile di pallacanestro 1983 e al Torneo americano di qualificazione alle Olimpiadi 1984. Agli IX Giochi panamericani ha conquistato la medaglia d'argento. Ai Giochi di Roma del 1960, chiusi dalla selezione brasiliana al terzo posto, era stato assistente di Kanela.
Con la nazionale femminile ha vinto l'oro al Campionato sudamericano femminile di pallacanestro 1967 e ai Giochi panamericani di Canada 1967. Ha conquistato il titolo brasiliano femminile con il Flamengo nel 1954 e con Fluminense l'anno seguente.
Ha inoltre ricoperto l'incarico di presidente della Federazione cestistica del Brasile dal 1989 al 1997.